# 出水市立高尾野中学校
出水市立高尾野中学校（いずみしりつ たかおのちゅうがっこう）は、鹿児島県出水市高尾野町柴引にある市立中学校。
出水平野に飛来する鶴の羽数調査を出水市立鶴荘学園と共に実施しており、この数は公式な飛来数として発表される。

## 沿革
- 1947年（昭和22年） - 高尾野町立高尾野中学校として開校。
- 1997年（平成9年） - 創立50周年記念式典
- 2006年（平成18年） - 出水市、高尾野町、野田町の合併により出水市立高尾野中学校と改称。

## アクセス
- 肥薩おれんじ鉄道高尾野駅下車、徒歩15分

## 著名な出身者
- 先崎一 - 陸上幕僚長、統合幕僚会議議長、初代統合幕僚長
- 内山俊彦 - 元サッカー選手